# 경주 나들목
경주 나들목(Gyeongju IC)은 경상북도 경주시 율동에 설치된 경부고속도로의 9번 교차로이다. 국도 제35호선을 통해 경주 시내로 진출할 수 있으며, 2021년 12월 1일에는 강변로가 형산강변로를 통해 나들목 근처의 나정교까지 직결되어 노서동 버스터미널과 경주 나들목을 오고가는 시외/고속버스들의 통행이 편리해졌다. 도시가 경주 국립공원으로 지정되어 관광객들이 많이 찾고 있다. 톨게이트가 한옥 형식으로 되어 있는 것이 특징이다.

## 연혁
- 1969년 12월 29일 : 경부고속도로 대구 ~ 부산 구간 개통에 따라 영업 개시[1]
- 1989년 11월 16일 : 나들목 요금소 차선 확장 공사로 인해 경상북도 경주시 율동 172m 구간 도로구역 변경[2]
- 1990년 6월 15일 : 경주시 도시계획시설 교통광장에 경주시 율동 일원을 경주 나들목으로 고시[3]
- 2012년 4월 16일 : 2016년까지 언양 ~ 영천 구간 왕복 6차로 확장 공사로 인해 경주시 도시계획시설 교통광장 면적 변경[4]

## 구조물 정보
- 행정구역: 경상북도 경주시 율동
- 영업소: 경상북도 경주시 서라벌대로 484 (율동)

## 접속하는 도로
- 국도 제35호선 (서라벌대로, 반구대로)
- 강변로
- 형산강변로

## 교통량 정보
| 요금소        | 통행량 (대/일) | 통행량 (대/일) | 통행량 (대/일) | 통행량 (대/일) | 통행량 (대/일) | 통행량 (대/일) | 통행량 (대/일) | 통행량 (대/일) | 통행량 (대/일) | 통행량 (대/일) | 각주  |
| 요금소        | 2001년         | 2002년         | 2003년         | 2004년         | 2005년         | 2006년         | 2007년         | 2008년         | 2009년         | 2010년         | 각주  |
| ------------- | -------------- | -------------- | -------------- | -------------- | -------------- | -------------- | -------------- | -------------- | -------------- | -------------- | ----- |
| 경주 (폐쇄식) | 20,758         | 21,123         | 20,889         | 19,962         | 16,791         | 16,907         | 17,748         | 17,212         | 18,072         | 18,658         | [ 5 ] |
| 요금소        | 2011년         | 2012년         | 2013년         | 2014년         | 2015년         | 2016년         | 2017년         | 2018년         | 2019년         |                | [ 5 ] |
| 경주 (폐쇄식) | 18,903         | 18,918         | 19,275         | 19,487         | 20,226         | 17,207         | 16,181         | 15,862         | 16,791         |                | [ 5 ] |